# Reginardo V di Mons
Reginardo V di Hainaut o di Mons (... – dopo il 1039) è stato un nobile fiammingo; fu conte di Hainaut (ridotto alla contea di Mons) dal 1013 fino alla sua morte.

## Origine
Secondo le Gesta Episcoporum Cameracensium III era il figlio primogenito del Conte di Hainaut, Reginardo IV e della moglie, Edvige di Francia (Reginardo viene citato assieme alla madre ed al fratello, Lamberto, dal re di Germania e imperatore, Enrico II di Sassonia nel documento n° 387, datato 1018, dei Heinrici III Diplomata, dall'imperatore, Enrico II e, dal re di Germania e imperatore, Corrado II il Salico nel documento n° 202, datato 1033, dei Conradi II Diplomata, dall'imperatore, Corrado II; Edvige, secondo la Genealogiæ Scriptoris Fusniacensis era la figlia del re dei Franchi occidentali, Ugo Capeto e sorella del re di Francia, Roberto II, come conferma anche la Chronica Albrici Monachi Trium Fontium. Secondo le Europäische Stammtafeln, vol II, 11 (non consultate), Edvige era figlia di Ugo Capeto e Adelaide d'Aquitania,
Secondo gli Iacobi de Guisia Annales Hanoniæ era il figlio primogenito del Conte di Hainaut, Reginardo III e della moglie, Adele d'Alvernia, che sempre secondo gli Iacobi de Guisia Annales Hanoniæ era contessa di Mons (Adela comitissa Montensis).

## Biografia
Secondo la Chronica Albrici Monachi Trium Fontium, suo padre, Reginardo IV si appropriò della contea di Mons, togliendola a Goffredo I di Verdun (comes Raginerus abstulit Montem castri comiti Godefrido), divenendo così conte di Mons.
Nel 1013, suo padre, Reginardo IV morì, come ci testimonia ancora la Chronica Albrici Monachi Trium Fontium (in Haynico, mortuo comite Raginero Montense), che prosegue sostenendo che gli succedette il figlio primogenito, Reginardo, come Reginardo V.
Secondo la Gestorum Abbatem Trudonensium Continuatio Tertia, nel 1015, Reginardo V si schierò a fianco dello zio, il Conte di Lovanio, Lamberto I contro il Duca della Bassa Lorena, Goffredo II di Verdun (dopo la morte, nel 1012, di suo cognato, il Duca della Bassa Lorena, Ottone, privo di discendenza, Lamberto I di Lovanio sperava di potergli subentrare; invece l'imperatore, Enrico II aveva assegnato il ducato a Goffredo II di Verdun). Reginardo V e Lamberto I furono sconfitti a Florennes, come ci testimonia ancora la Chronica Albrici Monachi Trium Fontium (in Haynico, mortuo comite Raginero Montense), e Lamberto morì combattendo, come riportano le Gesta Episcoporum Cameracensium III, combattendo contro il duca Goffredo II, come riportano anche le Gesta Abbatum Gemblacensium.
Le notizie si Reginardo V sono scarse: lo si trova citato (Ragnieri comitis Castriloci montis) in un documento (non consultato), datato tra il 1027 ed il 1039.
Non si conosce la data esatta della sua morte; il Gisleberti Chronicon Hanoniense riporta che gli succedette il figlio, Ermanno, che ebbe la contea di Mons al tempo di Baldovino V delle Fiandre e che riunificò l'Hainaut

## Matrimonio e discendenza
Reginardo, nel 1015, aveva preso in moglie Matilde di Verdun ( † dopo il 1039), come ci confermano le Gesta Episcoporum Cameracensium III ed il Sigeberti Auctarium Affligemense; Matilde era la figlia del conte Ermanno, sia secondo il Sigeberti Auctarium Affligemense, che secondo il Ruperti Chronicon, Sancti Laurentii Leodiensis era figlia del  Conte di Eename, Ermanno, che, a sua volta, secondo le Gesta Episcoporum Virdunensium, era figlio del Conte di Verdun e conte di Hainaut, Goffredo I di Verdun e di Matilde di Sassonia. Data la consanguineità tra i due sposi, Gerardo I Vescovo di Cambrai, fu contestato.

Reginardo da Matilde ebbe una figlia:
- Richilde, erede di Hainaut. Mentre il titolo fu acquisito dai due mariti (uno dei quali fu Ermanno[17] ( † 3 luglio 1049), conte di Hainaut[17]), i territori (e successivamente il titolo) confluirono nel casato di Fiandra, essendo ereditati dai figli avuti dal matrimonio con Baldovino VI.

### Fonti primarie
- (LA)  Monumenta Germaniae Historica, Scriptores, tomus III.
- (LA)  Monumenta Germaniae Historica, Scriptores, tomus VI.
- (LA)  Monumenta Germaniae Historica, Scriptores, tomus VII.
- (LA)  Monumenta Germaniae Historica, Scriptores, tomus VIII.
- (LA)  Monumenta Germaniae Historica, Scriptores, tomus X.
- (LA)  Monumenta Germaniae Historica, Scriptores, tomus XIII.
- (LA)  Monumenta Germaniae Historica, Scriptores, tomus XXI.
- (LA)  Monumenta Germaniae Historica, Scriptores, tomus XXIII.
- (LA)  Monumenta Germaniae Historica, Scriptores, tomus XXX.1.
- (LA)  Monumenta Germaniae Historica, Diplomatum Regum et Imperatorum Germaniae, tomus III, Heinrici III Diplomata.
- (LA)  Monumenta Germaniae Historica, Diplomata regum et imperatorumi Germaniae, tomus IV, Conradi II. diplomata.